# Jahmir Hyka
Jahmir Hyka (Tirana, 8 marzo 1988) è un ex calciatore albanese, di ruolo centrocampista.

## Caratteristiche tecniche
Jahmir è un centrocampista offensivo che predilige il ruolo da trequartista, ma può giocare anche da mezz'ala.

## Carriera

### Club

#### Dinamo Tirana e Tirana
Inizia la sua carriera giocando nelle squadre giovanili inizialmente della Dinamo Tirana e successivamente del Tirana in Albania.

#### Rosenborg
Viene quindi acquistato dalla squadra norvegese del Rosenborg nel 2006 per 250.000 euro, continuando a giocare nelle giovanili; a 16 anni riuscì ad emergere ed esordire in prima squadra. Nel 2007 il Rosenborg aveva già raggiunto il massimo numero di giocatori extracomunitari previsti dall'Unione europea, ma nonostante questo decisero di tenere il giovane che fu poi girato alla squadra greca dell'Olympiacos.

#### Olympiakos
All'età di 18 anni, viene ceduto in Grecia all'Olympiacos per una cifra vicina agli 875.000 euro, dove ebbe il medesimo problema legato allo status da extracomunitario, così visto che non poteva essere tesserato dai greci venne ceduto in prestito.

#### Il prestito al Tirana
Venne ceduto poi in prestito al Tirana per la stagione 2007-2008. In Albania gioca in totale in stagione 32 partite segnando anche 2 gol.

#### Magonza
Nel maggio del 2008 è stato acquistato dal Magonza squadra tedesca, militante nella 2. Fußball-Bundesliga, la Serie B tedesca, per 300.000 euro. Riesce a conquistare la promozione in Bundesliga con i tedeschi, facendo anche il suo debutto nella massima serie tedesca il 15 agosto 2009 nella partita contro l'Hannover 96, entrando in campo al 72º minuto.

#### Lucerna
Successivamente nel 2011 è stato ingaggiato dagli svizzeri del Lucerna, squadra militante nella Super League, la massima serie svizzera.

### Nazionale
Ha giocato nelle varie Nazionali giovanili albanesi: nell'Under-17, nell'Under-19 e nell'Under-21.
Ha debuttato nel 2007 con la Nazionale maggiore albanese, entrando in campo durante la pesante sconfitta contro la Romania, partita terminata 6-1, subentrando al 78º minuto.
Ha segnato il suo primo gol in Nazionale contro il Liechtenstein: la sua rete arrivò dopo soli 46 secondi di gioco, rendendolo il gol più veloce segnato dalla Nazionale albanese nella sua intera storia.

## Statistiche

### Presenze e reti nei club
Statistiche aggiornate al 2 luglio 2020.
| Stagione                | Squadra                 | Campionato              | Campionato | Campionato | Coppe nazionali | Coppe nazionali | Coppe nazionali | Coppe continentali | Coppe continentali | Coppe continentali | Altre coppe | Altre coppe | Altre coppe | Totale | Totale |
| Stagione                | Squadra                 | Comp                    | Pres       | Reti       | Comp            | Pres            | Reti            | Comp               | Pres               | Reti               | Comp        | Pres        | Reti        | Pres   | Reti   |
| ----------------------- | ----------------------- | ----------------------- | ---------- | ---------- | --------------- | --------------- | --------------- | ------------------ | ------------------ | ------------------ | ----------- | ----------- | ----------- | ------ | ------ |
| 2005-2006               | Dinamo Tirana           | KS                      | 0          | 0          | CA              | 0               | 0               | -                  | -                  | -                  | -           | -           | -           | 0      | 0      |
| 2006                    | Rosenborg               | ES                      | 3          | 0          | CN              | 0               | 0               | -                  | -                  | -                  | -           | -           | -           | 3      | 0      |
| gen.-giu. 2007          | Olympiacos              | SL                      | 0          | 0          | CG              | 0               | 0               | UCL                | -                  | -                  | -           | -           | -           | 0      | 0      |
| 2007-2008               | Tirana                  | KS                      | 32         | 2          | CA              | 1               | 0               | UCL                | 0                  | 0                  | SA          | 1           | 0           | 34     | 2      |
| 2008-2009               | Magonza                 | ZL                      | 5          | 0          | CG              | 2               | 0               | -                  | -                  | -                  | -           | -           | -           | 7      | 0      |
| 2009-2010               | Magonza                 | BL                      | 8          | 0          | CG              | 1               | 0               | -                  | -                  | -                  | -           | -           | -           | 9      | 0      |
| Totale Magonza          | Totale Magonza          | Totale Magonza          | 13         | 0          |                 | 3               | 0               |                    | -                  | -                  |             | -           | -           | 16     | 0      |
| 2010-gen. 2011          | Paniōnios               | SL                      | 9          | 0          | CG              | 1               | 0               | -                  | -                  | -                  | -           | -           | -           | 10     | 0      |
| gen.-giu. 2011          | Tirana                  | KS                      | 11         | 4          | CA              | 4               | 0               | -                  | -                  | -                  | -           | -           | -           | 15     | 4      |
| Totale Tirana           | Totale Tirana           | Totale Tirana           | 43         | 6          |                 | 5               | 0               |                    | 0                  | 0                  |             | 1           | 0           | 49     | 6      |
| 2011-2012               | Lucerna                 | SL                      | 30         | 5          | CS              | 4               | 2               | -                  | -                  | -                  | -           | -           | -           | 34     | 7      |
| 2012-2013               | Lucerna                 | SL                      | 29         | 0          | CS              | 1               | 0               | UEL                | 1                  | 0                  | -           | -           | -           | 31     | 0      |
| 2013-2014               | Lucerna                 | SL                      | 30         | 2          | CS              | 5               | 3               | -                  | -                  | -                  | -           | -           | -           | 35     | 5      |
| 2014-2015               | Lucerna                 | SL                      | 22         | 0          | CS              | 2               | 0               | UEL                | 2                  | 0                  | -           | -           | -           | 26     | 0      |
| 2015-2016               | Lucerna                 | SL                      | 35         | 4          | CS              | 5               | 3               | -                  | -                  | -                  | -           | -           | -           | 40     | 7      |
| 2016-gen. 2017          | Lucerna                 | SL                      | 15         | 6          | CS              | 2               | 0               | UEL                | 2                  | 0                  | -           | -           | -           | 19     | 6      |
| Totale Lucerna          | Totale Lucerna          | Totale Lucerna          | 161        | 17         |                 | 19              | 8               |                    | 5                  | 0                  |             | -           | -           | 185    | 25     |
| 2017                    | S.J. Earthquakes        | MLS                     | 30         | 3          | OC              | 2               | 0               | -                  | -                  | -                  | -           | -           | -           | 32     | 3      |
| 2018                    | S.J. Earthquakes        | MLS                     | 19         | 3          | OC              | 1               | 0               | -                  | -                  | -                  | -           | -           | -           | 20     | 3      |
| Totale S.J. Earthquakes | Totale S.J. Earthquakes | Totale S.J. Earthquakes | 49         | 6          |                 | 3               | 0               |                    | -                  | -                  |             | -           | -           | 52     | 6      |
| gen.-giu. 2019          | Maccabi Netanya         | LhA                     | 14         | 3          | CI+CdL          | 2+0             | 0               | -                  | -                  | -                  | -           | -           | -           | 16     | 3      |
| 2019-feb. 2020          | Maccabi Netanya         | LhA                     | 17         | 0          | CI+CdL          | 1+3             | 0+1             | -                  | -                  | -                  | -           | -           | -           | 21     | 1      |
| Totale Maccabi Netanya  | Totale Maccabi Netanya  | Totale Maccabi Netanya  | 31         | 3          |                 | 6               | 1               |                    | -                  | -                  |             | -           | -           | 37     | 4      |
| feb.-giu. 2020          | Sektzia Ness Ziona      | LhA                     | 11         | 1          | CI+CdL          | 0+0             | 0               | -                  | -                  | -                  | -           | -           | -           | 11     | 1      |
| Totale carriera         | Totale carriera         | Totale carriera         | 320        | 33         |                 | 37              | 9               |                    | 5                  | 0                  |             | 1           | 0           | 363    | 42     |

### Cronologia presenze e reti in nazionale
| Cronologia completa delle presenze e delle reti in nazionale ― Albania | Cronologia completa delle presenze e delle reti in nazionale ― Albania | Cronologia completa delle presenze e delle reti in nazionale ― Albania | Cronologia completa delle presenze e delle reti in nazionale ― Albania | Cronologia completa delle presenze e delle reti in nazionale ― Albania | Cronologia completa delle presenze e delle reti in nazionale ― Albania | Cronologia completa delle presenze e delle reti in nazionale ― Albania | Cronologia completa delle presenze e delle reti in nazionale ― Albania |
| Data                                                                   | Città                                                                  | In casa                                                                | Risultato                                                              | Ospiti                                                                 | Competizione                                                           | Reti                                                                   | Note                                                                   |
| ---------------------------------------------------------------------- | ---------------------------------------------------------------------- | ---------------------------------------------------------------------- | ---------------------------------------------------------------------- | ---------------------------------------------------------------------- | ---------------------------------------------------------------------- | ---------------------------------------------------------------------- | ---------------------------------------------------------------------- |
| 7-2-2007                                                               | Tirana                                                                 | Albania                                                                | 0 – 1                                                                  | Macedonia                                                              | Amichevole                                                             | -                                                                      | 78’                                                                    |
| 22-8-2007                                                              | Tirana                                                                 | Albania                                                                | 3 – 0                                                                  | Malta                                                                  | Amichevole                                                             | -                                                                      | 46’                                                                    |
| 13-10-2007                                                             | Lubiana                                                                | Slovenia                                                               | 0 – 0                                                                  | Albania                                                                | Qual. Euro 2008                                                        | -                                                                      | 90+1’                                                                  |
| 21-11-2007                                                             | Bucarest                                                               | Romania                                                                | 6 – 1                                                                  | Albania                                                                | Qual. Euro 2008                                                        | -                                                                      | 78’                                                                    |
| 27-5-2008                                                              | Varsavia                                                               | Polonia                                                                | 1 – 0                                                                  | Albania                                                                | Amichevole                                                             | -                                                                      | 46’                                                                    |
| 20-8-2008                                                              | Scutari                                                                | Albania                                                                | 2 – 0                                                                  | Liechtenstein                                                          | Amichevole                                                             | 1                                                                      |                                                                        |
| 6-9-2008                                                               | Tirana                                                                 | Albania                                                                | 0 – 0                                                                  | Svezia                                                                 | Qual. Mondiali 2010                                                    | -                                                                      |                                                                        |
| 10-9-2008                                                              | Tirana                                                                 | Albania                                                                | 3 – 0                                                                  | Malta                                                                  | Qual. Mondiali 2010                                                    | -                                                                      |                                                                        |
| 11-10-2008                                                             | Budapest                                                               | Ungheria                                                               | 2 – 0                                                                  | Albania                                                                | Qual. Mondiali 2010                                                    | -                                                                      | 54’ 83’                                                                |
| 10-6-2009                                                              | Tirana                                                                 | Albania                                                                | 1 – 1                                                                  | Georgia                                                                | Amichevole                                                             | -                                                                      | 54’                                                                    |
| 12-8-2009                                                              | Tirana                                                                 | Albania                                                                | 6 – 1                                                                  | Cipro                                                                  | Amichevole                                                             | -                                                                      | 61’                                                                    |
| 9-9-2009                                                               | Durazzo                                                                | Albania                                                                | 1 – 1                                                                  | Danimarca                                                              | Qual. Mondiali 2010                                                    | -                                                                      | 46’                                                                    |
| 14-10-2009                                                             | Stoccolma                                                              | Svezia                                                                 | 4 – 1                                                                  | Albania                                                                | Qual. Mondiali 2010                                                    | -                                                                      | 22’                                                                    |
| 14-11-2009                                                             | Tallinn                                                                | Estonia                                                                | 0 – 0                                                                  | Albania                                                                | Amichevole                                                             | -                                                                      | 88’                                                                    |
| 3-3-2010                                                               | Tirana                                                                 | Albania                                                                | 1 – 0                                                                  | Irlanda del Nord                                                       | Amichevole                                                             | -                                                                      | 64’                                                                    |
| 25-5-2010                                                              | Podgorica                                                              | Montenegro                                                             | 0 – 1                                                                  | Albania                                                                | Amichevole                                                             | -                                                                      | 15’                                                                    |
| 2-6-2010                                                               | Tirana                                                                 | Albania                                                                | 1 – 0                                                                  | Andorra                                                                | Amichevole                                                             | -                                                                      | 57’                                                                    |
| 11-8-2010                                                              | Tirana                                                                 | Albania                                                                | 1 – 0                                                                  | Uzbekistan                                                             | Amichevole                                                             | -                                                                      | 75’                                                                    |
| 7-9-2010                                                               | Durazzo                                                                | Albania                                                                | 1 – 0                                                                  | Lussemburgo                                                            | Qual. Euro 2012                                                        | -                                                                      | 80’                                                                    |
| 8-10-2010                                                              | Tirana                                                                 | Albania                                                                | 1 – 1                                                                  | Bosnia ed Erzegovina                                                   | Qual. Euro 2012                                                        | -                                                                      | 85’                                                                    |
| 17-11-2010                                                             | Tirana                                                                 | Albania                                                                | 0 – 0                                                                  | Macedonia                                                              | Amichevole                                                             | -                                                                      | 57’                                                                    |
| 20-6-2011                                                              | Buenos Aires                                                           | Argentina                                                              | 4 – 0                                                                  | Albania                                                                | Amichevole                                                             | -                                                                      | 46’                                                                    |
| 10-8-2011                                                              | Tirana                                                                 | Albania                                                                | 3 – 2                                                                  | Montenegro                                                             | Amichevole                                                             | 1                                                                      | 46’                                                                    |
| 2-9-2011                                                               | Tirana                                                                 | Albania                                                                | 1 – 2                                                                  | Francia                                                                | Qual. Euro 2012                                                        | -                                                                      | 46’                                                                    |
| 7-10-2011                                                              | Parigi                                                                 | Francia                                                                | 3 – 0                                                                  | Albania                                                                | Qual. Euro 2012                                                        | -                                                                      | 63’                                                                    |
| 11-10-2011                                                             | Tirana                                                                 | Albania                                                                | 1 – 1                                                                  | Romania                                                                | Qual. Euro 2012                                                        | -                                                                      | 67’                                                                    |
| 11-11-2011                                                             | Tirana                                                                 | Albania                                                                | 0 – 1                                                                  | Azerbaigian                                                            | Amichevole                                                             | -                                                                      |                                                                        |
| 15-11-2011                                                             | Skopje                                                                 | Macedonia                                                              | 0 – 0                                                                  | Albania                                                                | Amichevole                                                             | -                                                                      | 84’                                                                    |
| 29-2-2012                                                              | Tbilisi                                                                | Georgia                                                                | 2 – 1                                                                  | Albania                                                                | Amichevole                                                             | -                                                                      | 55’                                                                    |
| 22-5-2012                                                              | Madrid                                                                 | Qatar                                                                  | 1 – 2                                                                  | Albania                                                                | Amichevole                                                             | -                                                                      | 61’                                                                    |
| 27-5-2012                                                              | Istanbul                                                               | Iran                                                                   | 0 – 1                                                                  | Albania                                                                | Amichevole                                                             | -                                                                      | 45’                                                                    |
| 15-8-2012                                                              | Tirana                                                                 | Albania                                                                | 0 – 0                                                                  | Moldavia                                                               | Amichevole                                                             | -                                                                      | 52’                                                                    |
| 7-9-2012                                                               | Tirana                                                                 | Albania                                                                | 3 – 1                                                                  | Cipro                                                                  | Qual. Mondiali 2014                                                    | -                                                                      | 58’                                                                    |
| 11-9-2012                                                              | Zurigo                                                                 | Svizzera                                                               | 2 – 0                                                                  | Albania                                                                | Qual. Mondiali 2014                                                    | -                                                                      | 55’                                                                    |
| 11-10-2013                                                             | Tirana                                                                 | Albania                                                                | 1 – 2                                                                  | Svizzera                                                               | Qual. Mondiali 2014                                                    | -                                                                      | 63’                                                                    |
| 15-10-2013                                                             | Strovolos                                                              | Cipro                                                                  | 0 – 0                                                                  | Albania                                                                | Qual. Mondiali 2014                                                    | -                                                                      | 72’                                                                    |
| 26-3-2013                                                              | Tirana                                                                 | Albania                                                                | 4 – 1                                                                  | Lituania                                                               | Amichevole                                                             | -                                                                      | 76’                                                                    |
| 5-3-2014                                                               | Durazzo                                                                | Albania                                                                | 2 – 0                                                                  | Malta                                                                  | Amichevole                                                             | -                                                                      |                                                                        |
| 31-8-2016                                                              | Scutari                                                                | Albania                                                                | 0 – 0                                                                  | Marocco                                                                | Amichevole                                                             | -                                                                      | 61’                                                                    |
| 5-9-2016                                                               | Scutari                                                                | Albania                                                                | 2 – 1                                                                  | Macedonia                                                              | Qual. Mondiali 2018                                                    | -                                                                      | 67’                                                                    |
| 6-10-2016                                                              | Vaduz                                                                  | Liechtenstein                                                          | 0 – 2                                                                  | Albania                                                                | Qual. Mondiali 2018                                                    | -                                                                      | 80’                                                                    |
| 9-10-2016                                                              | Scutari                                                                | Albania                                                                | 0 – 2                                                                  | Spagna                                                                 | Qual. Mondiali 2018                                                    | -                                                                      | 75’                                                                    |
| 28-3-2017                                                              | Elbasan                                                                | Albania                                                                | 1 – 2                                                                  | Bosnia ed Erzegovina                                                   | Amichevole                                                             | -                                                                      | 71’                                                                    |
| 11-6-2017                                                              | Haifa                                                                  | Israele                                                                | 0 – 3                                                                  | Albania                                                                | Qual. Mondiali 2018                                                    | -                                                                      |                                                                        |
| 2-9-2017                                                               | Elbasan                                                                | Albania                                                                | 2 – 0                                                                  | Liechtenstein                                                          | Qual. Mondiali 2018                                                    | -                                                                      | 83’                                                                    |
| 5-9-2017                                                               | Strumica                                                               | Macedonia                                                              | 1 – 1                                                                  | Albania                                                                | Qual. Mondiali 2018                                                    | -                                                                      |                                                                        |
| 7-9-2018                                                               | Elbasan                                                                | Albania                                                                | 1 – 0                                                                  | Israele                                                                | UEFA Nations League 2018-2019 - 1º turno                               | -                                                                      | cap.                                                                   |
| Totale                                                                 |                                                                        | Presenze (21º posto)                                                   | 47                                                                     |                                                                        | Reti (37º posto)                                                       | 2                                                                      |                                                                        |